# Erzbistum Tarragona

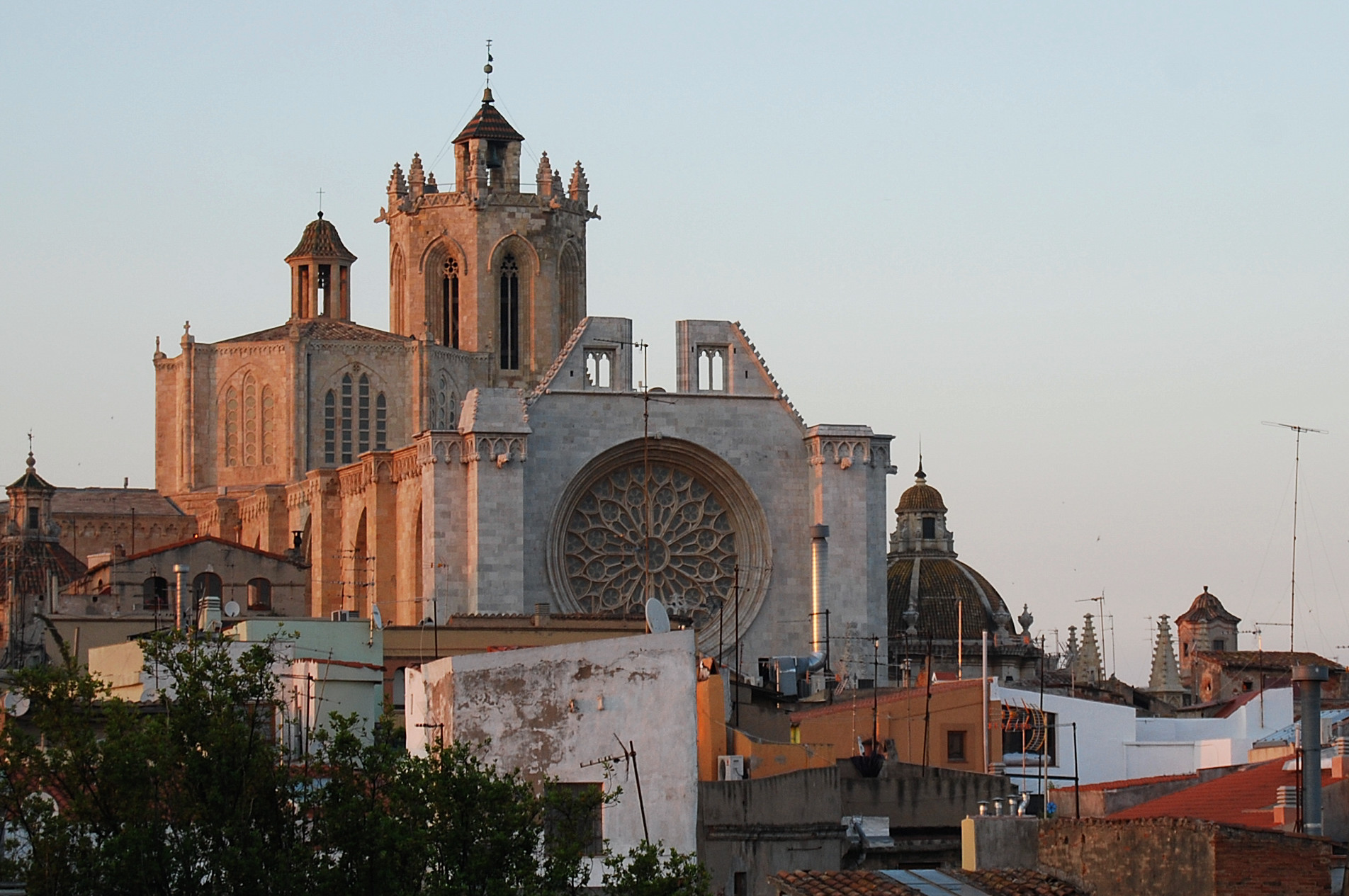
Kathedrale in Tarragona

Das Erzbistum Tarragona (lateinisch Archidioecesis Tarraconensis, katalanisch Arquebisbat de Tarragona, spanisch Archidiócesis de Tarragona) ist eine Erzdiözese der römisch-katholischen Kirche mit Sitz in Tarragona in Katalonien. Bereits im Jahr 517 erhielt der Metropolit von Tarragona die Würde eines Primas von Spanien.

## Geschichte
Nach der Überlieferung gab es bereits im 1. Jahrhundert ein Bistum in Tarragona. Der erste Bischof ist mit dem Heiligen und Märtyrer Fructuosus für das Jahr 259 schriftlich belegt. Seit dem Ende des 5. Jahrhunderts war es Erzbistum.
Mit der Eroberung durch maurische Herrscher ging das Erzbistum 711 unter.
Nach der fränkischen Eroberung wurden für 956 und 970–971 wieder Bischöfe von Tarragona erwähnt, unter Jurisdiktion des Erzbistums Narbonne.
1091 wurde wieder nominell ein Erzbistum Tarragona geschaffen, 1118 nach der endgültigen Rückeroberung mit dem Heiligen Oleguer der erste tatsächliche Erzbischof wieder eingesetzt.
Seit dem Jahre 1207 hatten die Erzbischöfe von Tarragona das Recht, die Könige von Aragón in Saragossa zu krönen.

## Historische Suffraganbistümer
1154 unterstanden dem Erzbistum Tarragona folgende Suffraganbistümer:
| - Bistum Girona - Bistum Barcelona - Bistum Urgell - Bistum Vic - Bistum Lleida - Bistum Tortosa | - Bistum Saragossa - Bistum Huesca, - Bistum Pamplona - Bistum Tarazona - Bistum Calahorra. |

Das 1238 gegründete Erzbistum Valencia erstreckte sich auch in den bisherigen Bereich des Erzbistums Tarragona.
1318 entstand das Erzbistum Saragossa mit den bisher zu Tarragona gehörigen Suffraganbistümern Huesca, Tarazona, Pamplona und Calahorra.
1593 wurde das Bistum Solsona aus Teilen der Bistümer Urgell und Vic geschaffen.
1964 wurde das Erzbistum Barcelona ohne Suffraganbistümer aus dem kirchlichen Jurisdiktionsbereich des Erzbistums Tarragona herausgelöst.